# Russell Vis
Russell John Vis (22. června 1900, Grand Rapids – 1. dubna 1990, San Diego) byl americký zápasník. V roce 1924 vybojoval na olympijských hrách v Paříži zlatou medaili ve volném stylu v lehké váze.